# دنيغة الكشمش
دنيغة الكِشْمِش (الاسم العلمي : Didymella applanata) فطر مجهري من جنس دنيغة يصيب الفروع والبراعم والأوراق. مظهره الخارجي بقع بنفسجية اللون تركب البراعم الإبطية ثم ينتشر على الأوراق من جانبي الضلع فيبدو بقعًا مقرنة الزوايا لونها إلى السمرة. وهو على الفروع نقط سود متلاصقة تسبب جفاف البشرة وسقوطها. يفتك ويعطب في المناطق الباردة.